# Laguna Verde (Jujuy)
Die Laguna Verde (grüne Lagune) ist ein See im Departamento Humahuaca der Provinz Jujuy, an der Grenze zum Departamento Iruya der Provinz Salta im Nordwesten Argentiniens. Er befindet sich in einem unbewohnten Gebiet in 4.540 m Höhe, etwa 15 km nördlich des Gebirgspasses Abra del Cóndor und 10 km nordwestlich des Dorfes Iruya. 
Wegen des hohen Anteils an kupferhaltigen Ablagerungen ist das Wasser grün gefärbt. In dem Gebiet um den See leben große Mengen an Vikunjas und Guanacos.
Vom Dorf Iruya aus ist die Laguna Verde zu Fuß in etwa 5 Stunden zu erreichen. Etwa 1 km südwestlich der Laguna Verde befindet sich ein weiterer See. 